# Jaroslav Konečný
Jaroslav Konečný (14. ledna 1945 Měnín – 1. srpna 2017 Újezd u Brna) přezdívaný Bagr byl český házenkář, reprezentant Československa a stříbrný medailista z letních olympijských her v Mnichově v roce 1972. Získal také zlatou medaili na mistrovství světa v házené ve Švédsku v roce 1967. Na mistrovství světa ve Francii v roce 1970 patřil s 20 góly mezi nejlepších 11 střelců turnaje. Mezi lety 1971–75 působil jako kapitán reprezentace.
Svoji hráčskou kariéru začínal v klubu Sokol Měnín, tam si ho vyhlédl klub Sokol Telnice. Kvůli vojně přestoupil do HC Dukla Praha, se kterou získal dvakrát titul mistra ČSSR. Poté se opět vrátil do Telnice. V době svého působení v Telnici získal zlato na MS 1967, poté však přestoupil do klubu Baník Karviná, se kterým slavil v letech 1968 a 1972 mistrovské tituly. Od roku 1972 začal hrát za královopolský klub KPS Brno. Svoji hráčskou kariéru pak zakončil v Újezdě u Brna.
V roce 2007 mu kvůli onemocnění cév lékaři amputovali levou nohu, po čemž byl na invalidním vozíku.

## Ocenění
- 1971 – Nejlepší házenkář Československa
- 2008 – uveden do Síně slávy města Brna[4]